# Philharmonia Hungarica
Le Philharmonia Hungarica était un orchestre symphonique basé à Marl (Rhénanie-du-Nord-Westphalie) et qui a donné des concerts entre 1956 et 2001.

## Historique
L'orchestre a d'abord été créé et basé à Baden près de Vienne par des musiciens hongrois qui avaient fui leur pays qui avait été envahi par les troupes soviétiques. Cet ensemble de réfugiés a réuni certains des meilleurs talents musicaux de la Hongrie. Il était dirigé entre autres par Zoltán Rozsnyai (en), ancien chef de l'Orchestre de la Philharmonie nationale hongroise. Grâce aux efforts ardents de Rozsnyai et du président d'honneur Antal Doráti, le Philharmonia Hungarica est rapidement devenu l'un des orchestres de premier plan en Europe. Au cours des années 1970, Doráti et l'orchestre, sous contrat avec Decca Records, ont fait un enregistrement du cycle complet des symphonies de Joseph Haydn; un seul autre groupe, l'Orchestre Haydn austro-hongrois, dirigé par Ádám Fischer, a depuis répété cet exploit. L'enregistrement de Doráti a été largement présenté comme une première mondiale. Cependant Ernst Märzendorfer avait auparavant enregistré les symphonies de Haydn avec l'Orchestre de chambre de Vienne, mais l'enregistrement n'avait connu qu'une diffusion très limitée.
Depuis la création de l'orchestre, le gouvernement ouest-allemand a généreusement financé l'orchestre tout au long de la guerre froide et a continué de donner des subventions, même après la chute du rideau de fer en 1990. L'arrêt total des subventions de l'état au début de 2001, combiné à la diminution du nombre des concerts donnés, ont aggravé les problèmes financiers et ont menacé la survie de l'orchestre.
Le Philharmonia Hungarica aux abois a été finalement dissous après avoir donné un concert d'adieu à Düsseldorf le 22 avril 2001, avec une interprétation de la 9e Symphonie d'Anton Bruckner sous la direction de Robert Bachmann.